# Crise de 2024 au parti Les Républicains
La crise de 2024 au parti de droite Les Républicains (LR) est liée à une alliance entre son président Éric Ciotti et le parti d'extrême droite du Rassemblement national (RN) pour les élections législatives anticipées de 2024, convoquées après la dissolution de l'Assemblée nationale française par le président Emmanuel Macron. Cette alliance, qui au départ devait concerner « entre 70 et 80 » circonscriptions, se concrétise dans 61 d'entre elles, dont deux de députés LR sortants.
Présentée comme une « révolution politique » par le président de LR et un « coup de tonnerre » par les médias, cette opération est contestée par 700 membres du conseil national de LR, qui saisissent la justice, et la quasi-totalité de ses députés et sénateurs. Le bureau politique des Républicains vote à l'unanimité l'exclusion de son président Éric Ciotti, lui reprochant d'avoir mené « des négociations secrètes, sans concertation avec sa famille politique et les militants » et de ne pas respecter les statuts du parti. Cette exclusion est toutefois contestée par Éric Ciotti. Ce serait la première fois qu'un grand parti, si ses instances légales validaient ce projet, s'engagerait dans une coalition nationale avec le Rassemblement national, brisant le traditionnel cordon sanitaire contre l'extrême droite. 
Cette crise provoque l'investiture de deux catégories de candidats se revendiquant tous des Républicains, le plus souvent dans les mêmes circonscriptions. D'une part, Éric Ciotti investit une soixantaine de candidats, dont la moitié qui ne sont pas adhérents LR, et appelle à soutenir les candidats RN dans les autres circonscriptions. Le ministère de l'intérieur leur attribue la nuance Union de l'extrême droite. D'autre part, la commission d'investiture du parti investit 400 candidats, dont tous les députés sortants, sauf Éric Ciotti et Christelle D'Intorni.
Deux députés sont élus au premier tour, Christelle D'Intorni côté alliance avec le RN et Philippe Juvin pour Les Républicains, qui n'ont que 56 qualifiés au second tour. Lors du second tour, seize candidats soutenus par Éric Ciotti et le RN supplémentaires sont élus, soit plus que le minimum de quinze députés nécessaire pour former un groupe parlementaire à l'Assemblée nationale. Ces dix-sept députés décident alors de constituer un groupe propre lors de la XVIIe législature de la Cinquième République, nommé « À droite ! ». Les Républicains obtiennent pour leur part trente-neuf députés.
Le 31 août 2024, alors que la crise que traverse le parti n’a pas encore été résolue, Éric Ciotti fonde l’« Union des droites pour la République », faisant écho à l’ancien du parti gaulliste Union des démocrates pour la République (UDR). Le 22 septembre 2024, il annonce quitter Les Républicains, laissant la présidence du parti vacante à partir du 30 septembre 2024. Quelques jours avant, et pour la première fois depuis plus d'une décennie, Les Républicains reviennent au pouvoir, en intégrant le gouvernement de Michel Barnier qui leur accorde douze postes ministériels.
Réuni le 15 octobre 2024, le bureau politique de LR a désigné à l’unanimité une direction collégiale composée d’Annie Genevard, secrétaire générale, François-Xavier Bellamy, vice-président exécutif, Michèle Tabarot, présidente de la Commission nationale d’investiture et Daniel Fasquelle, trésorier national. Elle assurera le bon fonctionnement du mouvement jusqu’à l’élection d’un nouveau président en 2025.
Le bureau politique a aussi confié à l’unanimité une mission à Laurent Wauquiez, président du groupe de la Droite républicaine à l’Assemblée nationale, pour poser dès à présent les jalons de la refondation du mouvement (idées, nom, organisation). (Les Républicains).

## Contexte aux Républicains

### Éric Ciotti et l'élection présidentielle de 2022

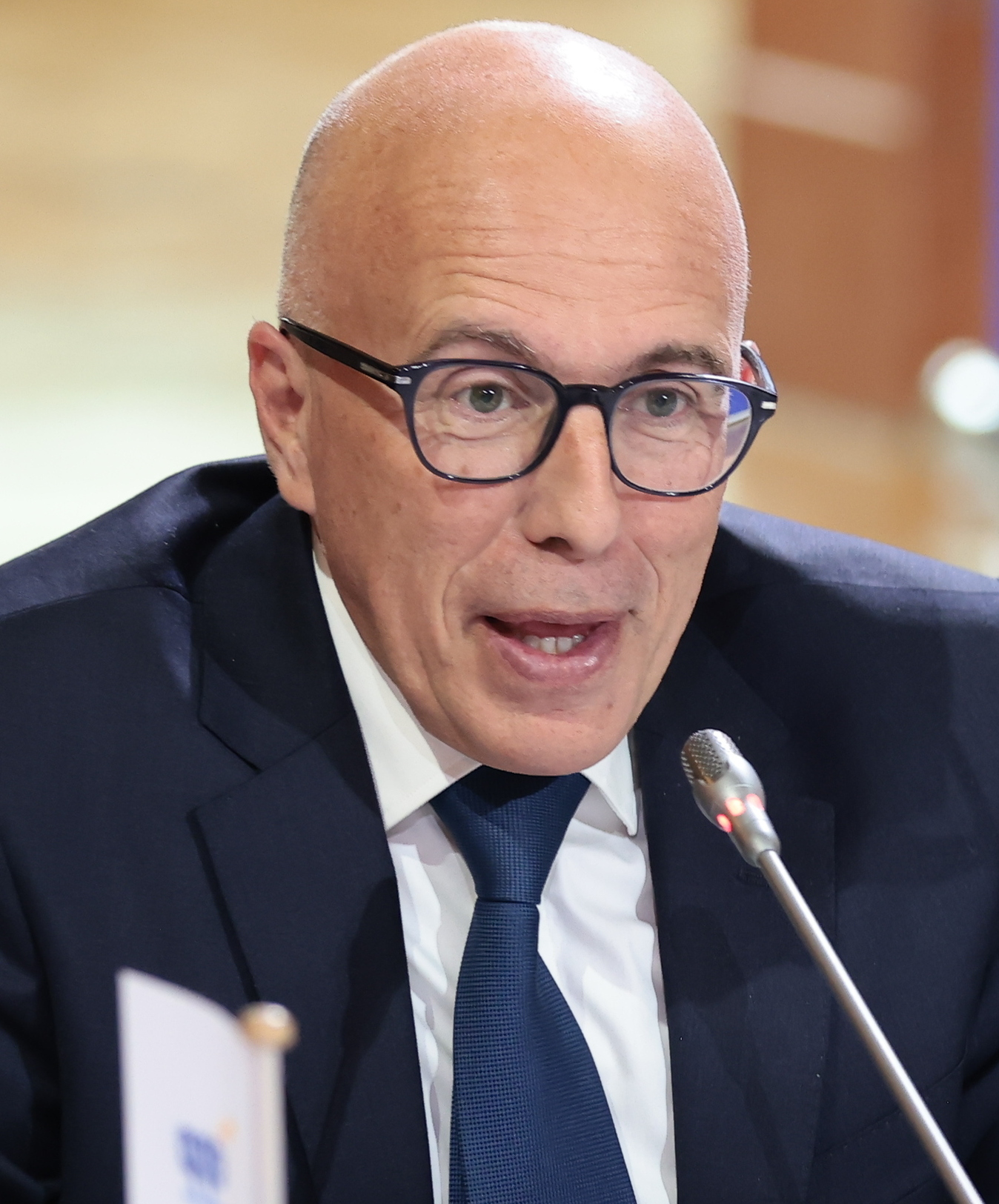
Éric Ciotti (2023).

Candidat malheureux de la primaire LR pour désigner le candidat du parti à l'élection présidentielle de 2022, Éric Ciotti est accusé de n’avoir pas soutenu la gagnante de cette primaire Valérie Pécresse, alors qu’il affiche sa proximité avec l’homme d’affaires Vincent Bolloré et son protégé Éric Zemmour,,,,, candidat dans la même élection. Le 26 juillet 2022, Éric Ciotti annonce sa candidature à l'élection pour la présidence de LR prévue au congrès de décembre, où il obtient 42,73 % des voix, devant Bruno Retailleau et Aurélien Pradié puis le soutien de 140 élus dont Laurent Wauquiez et Nadine Morano. François-Xavier Bellamy, autre personnalité importante du parti LR, et conseiller de la candidate, effectue aussi des déclarations favorables à Éric Zemmour.

### Destitution du numéro deux du parti en pleine réforme des retraites de 2023
Lors de la présentation du projet de réforme des retraites, Aurélien Pradié devient le « M. Carrières longues » des débats, réclamant que personne n’ait à cotiser plus de 43 ans pour partir à taux plein, au nom d'une droite sociale, qui « parle à la France qui travaille ». Le 18 février 2023, en pleine discussion sur cette réforme des retraites, contestée par les huit premiers syndicats dans la rue, Éric Ciotti le démet de ses fonctions jugeant que ses « prises de position répétées » ne sont « plus conformes avec les valeurs » du parti,. Il répond en s'inquiétant que son parti se soit « coupé des catégories populaires » en semblant divisé sur la question. Sept membres de l'équipe dirigeante des LR écrivent à Éric Ciotti pour lui reprocher cette destitution et demandent une rencontre, sans laquelle il « ne participeront plus aux réunions » au siège.
La réforme des retraites étant imposée par un recours au 49.3, un tiers des députés LR a voté la motion de censure transpartisane du groupe centriste LIOT, désobéissant ainsi à Éric Ciotti et Bruno Retailleau.

### Défaite aux deux dernières élections
Aux élections européennes de 2024, « le déclin du vote LR » se reflète dans le résultat de la liste menée par François-Xavier Bellamy, qui obtient 7,2 %, après « le piteux score » (4,78 %) de Valérie Pécresse à l'élection présidentielle de 2022, des « mauvais scores à répétition » qui « interrogent sur l’avenir de la formation de droite ».

## Déroulement

### Préparation et annonce du projet d'alliance avec le Rassemblement national

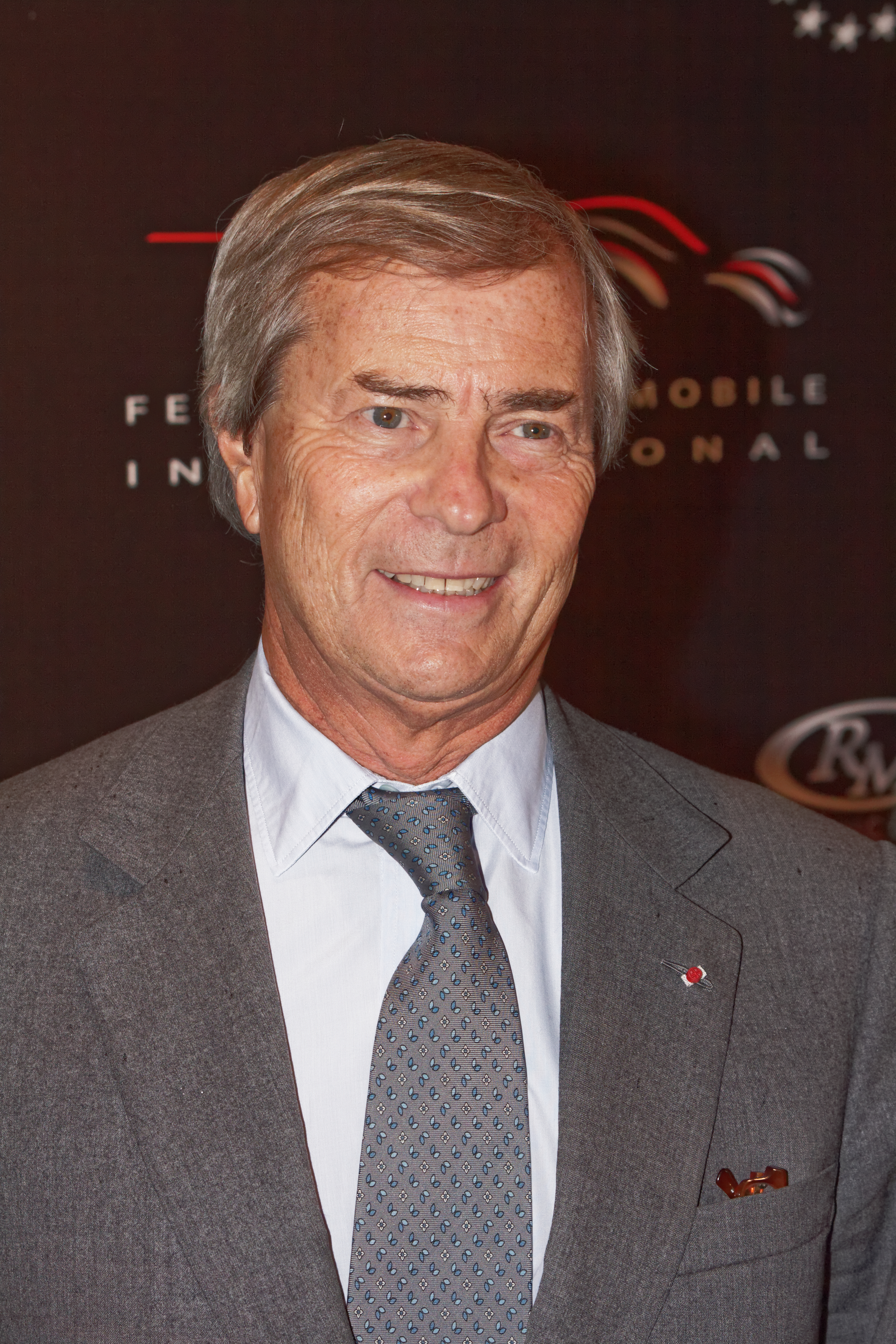
Vincent Bolloré (2014).

Le mardi 11 juin 2024, surlendemain de la dissolution de l'Assemblée nationale et alors que le dépôt des listes aux législatives anticipées doit être fait dans la semaine, Éric Ciotti annonce dans un entretien au journal télévisé que les Républicains noueront une « alliance avec le Rassemblement national », principal parti d'extrême droite en France. Cet événement est « orchestré » par les médias de Vincent Bolloré. La veille, ce dernier en a finalisé l'organisation au siège de son empire des médias, avec Éric Ciotti, qui n'en a encore rien dit dans son propre parti, sans prévenir ni consulter les élus ni le conseil national. Cette alliance est souhaitée depuis des mois par Vincent Bolloré, qui en « a esquissé la possibilité devant des journalistes et des éditeurs » de son groupe, et rencontré chaque été, depuis plusieurs années chez lui à Saint-Tropez, Éric Ciotti avec qui il « déjeune souvent ».
Un des proches de Bolloré, le présentateur de CNews Pascal Praud, a été prévenu directement par l’Élysée que la dissolution aura bien lieu, trois heures avant son annonce et avant Gabriel Attal et le gouvernement. Mais il n’en dit rien à l’antenne.
La création de ce « bloc des droites, national », contre le Front populaire et Ensemble est salué par Marine Le Pen, Jordan Bardella et Guilhem Carayon président du mouvement de jeunesse Les Jeunes Républicains. Le projet est qualifié par le président de la République Emmanuel Macron de « pacte du diable » lors d'une conférence de presse.
Le projet reçoit le soutien de Guy Drut, qui fut médaille d'or du 110 mètres haies lors des Jeux olympiques de 1976.

### Bataille pour les comptes Facebook et Twitter de LR
Invoquant des « menaces reçues et des désordres », Éric Ciotti réagit d'abord au projet de l'exclure en décidant de fermer les portes du siège du parti, où il s’enferme après avoir donné aux permanents salariés 10 minutes pour partir. Il accède ainsi seul au profil Facebook des Républicains, qui va ensuite « rester aux mains » du président. Il se filme seul dans son bureau, au siège, pour bien appuyer son désaccord, mis en scène, dans une vidéo diffusée sur les réseaux sociaux. Il est cependant confronté à un changement de mot de passe sur X (ex-Twitter), l'empêchant d'accéder au compte officiel du parti.
Grâce à son contrôle du compte Facebook du parti, le 11 juin, Éric Ciotti lance "de concert" avec Vincent Bolloré une pétition pour « soutenir le rassemblement des droites » mais jugée "manifestement illicite" par Alexandre Archambault, avocat spécialisé en droit du numérique, car sans précision sur l'usage des données personnelles.

### Demandes de démission
« La position exprimée par Éric Ciotti est une impasse, n'engage pas notre famille politique et ne représente en aucun cas la ligne des Républicains », souligne une tribune dans Le Figaro signée par Bruno Retailleau, Laurent Wauquiez, Valérie Pecresse, Michèle Tabarot, Annie Genevard, François Baroin, Christian Jacob et Michel Barnier. Parmi les autres signataires, Gérard Larcher, président LR du Sénat et Olivier Marleix, président du groupe parlementaire LR, demandent la démission d'Éric Ciotti, qui répond par « un affrontement surréaliste sur les réseaux sociaux » avec « le reste de sa famille politique ». Gauthier Le Bret, journaliste de CNews, affirme que Gérard Larcher « négocie un accord avec la majorité présidentielle », ce qu'il dément immédiatement.

### Ralliement simultané à Jordan Bardella de dirigeants du parti Reconquête
Le ralliement à Jordan Bardella du RN coïncide avec celui de dirigeants du parti Reconquête. Sarah Knafo est invitée avec Sébastien Chenu et Éric Ciotti à l'émission « Touche pas à mon poste » sur C8, où l'animateur Cyril Hanouna lui demande de répondre au téléphone en direct à Jordan Bardella devant « plus de 2 millions de téléspectateurs ». Les trois vice-présidents du parti Reconquête (Marion Maréchal, Guillaume Peltier et Nicolas Bay), ainsi que Laurence Trochu, représentant quatre de ses cinq eurodéputés, appellent à soutenir l'alliance électorale RN-Éric Ciotti, malgré l'absence d'accord de partis, et en opposition à la ligne portée par Éric Zemmour,. Éric Zemmour dénonce une trahison et annonce leur exclusion.

### Engagement du groupe de médias de Vincent Bolloré dans la campagne
Sur CNews, Pascal Praud fustige et exclut de tous les débats les élus LR en désaccord avec Éric Ciotti, les caricaturant comme « tellement décalés de la réalité lorsqu’ils fustigent le danger fasciste ». Le groupe de médias de Vincent Bolloré s'engage dans la campagne « à la manière d’un véritable parti politique », pour "sauver le soldat Ciotti", tactique présentant des "parallèles" avec celle d'Alfred Hugenberg, géant de l'acier et des médias en Allemagne dans les années 1930, selon la Prix Nobel d'économie Esther Duflo,. Plusieurs présidents de région comme Xavier Bertrand, Valérie Pécresse et Laurent Wauquiez demandent l'exclusion d'Éric Ciotti, le premier parlant de «trahison» avec le RN, et demandant aussi celle des députés LR soutenus ou investis par le RN.

### Exclusion d'Éric Ciotti puis procédure en justice
Le 13 juin, trouvant les portes closes, le bureau politique des Républicains est contraint de se réunir « dans un bâtiment à proximité », où il vote à l'unanimité l'exclusion d'Éric Ciotti, présenté comme un « traître » et charge Annie Genevard d'assurer l’intérim avec François-Xavier Bellamy et le trésorier Daniel Fasquelle. L’exclusion d’Éric Ciotti est à nouveau votée le 14 juin, par une deuxième réunion via Internet, pour « renforcer juridiquement l'exclusion », « grâce au soutien des conseillers nationaux de LR ». Ces deux exclusions successives sont contestées en justice en référé. Le tribunal décide que la juridiction de fond doit être saisie « dans les huit jours » par « la partie la plus diligente ». Sa suspension temporaire de l'exclusion « sera caduque » après ces huit jours. Ces « aspect légaux » découlent d'interprétation divergente des statuts du parti sur le monopole, contesté, du président pour convoquer les instances. Le mercredi 26 juin, le tribunal rejette une nouvelle fois l'exclusion d'Éric Ciotti.

### Appel de700 membresdu Conseil national du parti à une3eexclusion
Une source interne reconnait le 18 juin que les deux votes des 12 et 14 juin étaient juridiquement mal étayés, sans preuve que le conseil national avait voté dans le même sens. Le bureau décide donc de réunir le 18 juin les signatures d'environ 700 membres sur 2300 du conseil national de LR, "nombre plus que suffisant pour demander par écrit à Éric Ciotti, en vertu de l’article 24.3 des statuts, de convoquer un bureau politique" visant à l’exclure,,, le règlement intérieur lui accordant un délai de huit jours pour le convoquer, soit jusqu'au 26 juin 2024 à minuit. Ce délai échu, les membres du conseil national saisissent la justice pour désigner un mandataire ad hoc chargé de convoquer ce bureau. Mais le tribunal judiciaire de Paris rejette cette demande et confirme de fait Éric Ciotti comme président du parti.

### Sondage auprès de «sympathisants LR»
En juin 2024, un sondage annonce qu'une moitié des « sympathisants » LR approuveraient l’alliance avec le RN d'Éric Ciotti, sans donner d'indications sur l'étendue et le périmètre de cette notion de sympathisants.

### Déclarations d'Aurélien Pradié des Républicains

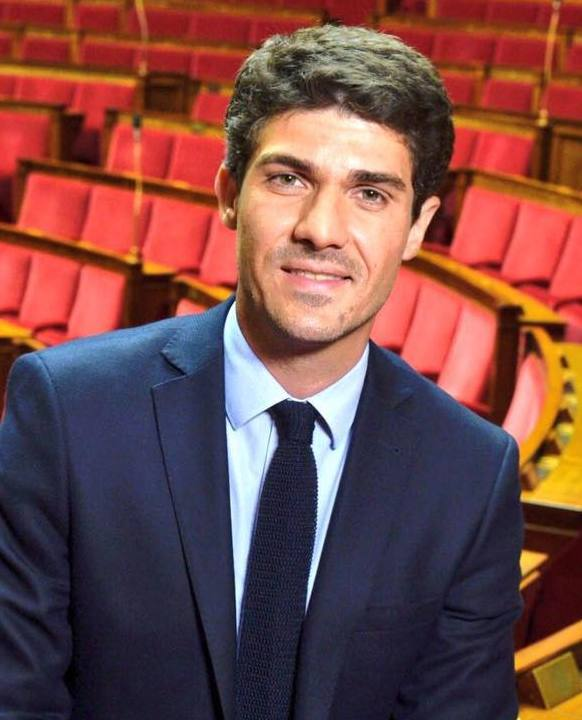
Aurélien Pradié (2017).

Aurélien Pradié, député sortant du Lot, numéro 2 du parti jusqu'en février 2023, annonce qu'il quitte Les Républicains le 26 juin, à quatre jours des législatives anticipées dans un entretien à La Dépêche du Midi. Dès le lendemain du ralliement d'Éric Ciotti, il avait déclaré son «envie de vomir» puis été « l’un des plus sévères », car il a « trahi la droite », estimant même qu'il fallait « le sortir de force du bureau du général de Gaulle ». Inquiet que le nom « Les Républicains » soit « rincé et abîmé », par celui qui a été lors de la réforme des retraites de 2023 « la béquille du macronisme » Aurélien Pradié se présente finalement sous l’étiquette de son micro-parti, "Du courage".   mais à ce parti qui est « une graine pour la suite », déclare-t-il. Il précise cependant qu'il n'« a pas rendu sa carte Les Républicains » et ne pas être opposé à voter de texte présenté par le RN : « quand il va dans le sens du pays, ce que j’ai toujours fait notamment en matière d’immigration ». Pierre-Henri Dumont le soutient dans sa prise de position,.

### Investitures aux élections législatives de 2024
Le projet d'alliance contestée et la crise qui suit provoquent l'investiture de deux catégories de candidats s'affichant Les Républicains, souvent dans les mêmes circonscriptions, parfois après une incertitude. Le délégué aux outre-mer du RN, annonce qu'il ne présentera pas de candidat face au LR sortant Mansour Kamardine puis finalement investit Anchya Bamana. Le RN a, « un temps, tendu la main » aussi à Pierre Cordier mais sans succès. En Ardèche, le sortant Fabrice Brun quitte LR car il n'a pas apprécié la trahison d'Éric Ciotti. Dans les Vosges, Stéphane Viry refuse investiture LR, pour confirmer son rejet de toute idée d’union avec le RN mais en Haute-Loire, Jean-Pierre Vigier affirme qu'il est LR et « le reste » et qu'il « n’y a pas d’ambiguïté ».

#### Candidats adoubés par Éric Ciotti

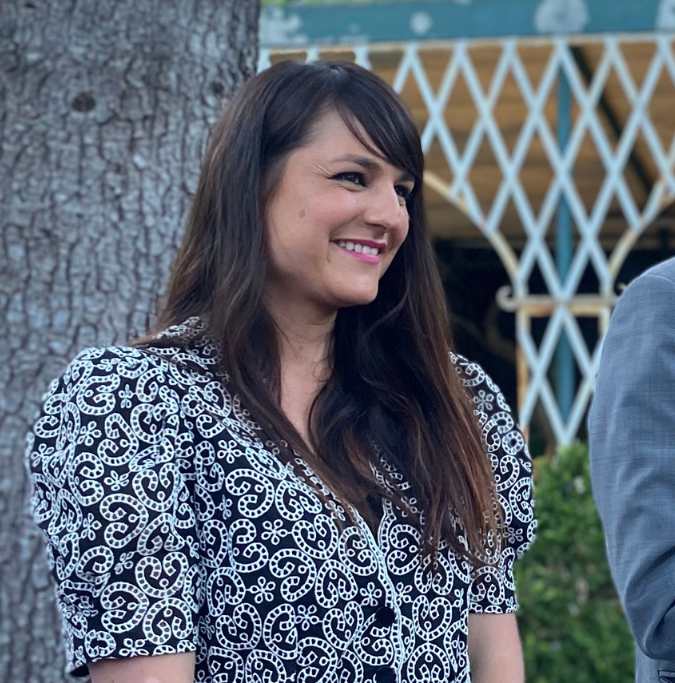
Christelle D'Intorni (2022).

Jordan Bardella et Éric Ciotti annoncent au surlendemain des européennes que « plusieurs dizaines » de députés LR seront « soutenus » via cet « accord » mais sans préciser de nomset deux jours après la presse révèle que sur les 61 députés sortants, seule Christelle D'Intorni et lui en font partie. Éric Ciotti cite ensuite les députés européens Céline Imart et Christophe Gomart, mais la première se désolidarise.
Éric Ciotti investit finalement 61 candidats, jouant sur la confusion avec le nombre de députés LR sortants. Seulement un sur deux est adhérent LR. Parmi eux, « quelques anciens députés » comme Brigitte Barèges (Montauban), Gilles Bourdouleix (Cholet) et Jacques Myard (Maisons-Laffitte) mais « peu d’élus connus », sinon Sébastien Meurant, ex-sénateur du Val-d'Oise, exclu de LR après son son soutien en 2022 à Éric Zemmour et organisateur d'une opération d'influence russe selon Complément d'enquête,. Leur nom est dévoilé par la presse au lendemain de la date limite de dépôt des candidatures.
Parmi eux, « de nombreux anciens soutiens » d'Éric Zemmour, mais aussi « des proches de Marion Maréchal, des chroniqueurs de CNews, un porte-parole de Donald Trump en France », Typhanie Degois députée macroniste jusqu'en 2022 puis lobbyiste pour le milliardaire Pierre-Édouard Stérin et de « très nombreux » parachutés depuis Paris, des avocats et dentistes ou encore François Fèvre, ex-directeur de communication de Robert Ménard à Béziers, qui a ensuite pris la direction de la radio RCF Sarthe. On[style à revoir] y totalise 17,5 % de femmes, ce qui est sanctionné par des amendes en vertu de la loi tendant à favoriser l'égal accès des femmes et des hommes aux mandats électoraux et fonctions électives. Le 19 juin, l'alliance annonce qu'elle retire leur investiture à deux de ses candidats après :
- Jean-Pierre Templier, suppléant d’Anthony Zeller dans le Loiret, est visé par une plainte du député Richard Ramos (MoDem) pour avoir écrit à propos de la communauté juive : « cette communauté nous dirige, combien sont au gouvernement, à la tête des entreprises du CAC 40 »[82],[81],[83]

- Louis-Joseph Pecher (Gannat) en Meurthe-et-Moselle pour ses propos racistes, homophobes et antisémites[84],[81],[85].

Sébastien Laye, entrepreneur, financier et journaliste franco-américain, est investi dans les Hauts-de-Seine face à Gabriel Attal. Éric Ciotti affronte le candidat LR  Virgile Vanier-Guérin dans la 1re circonscription des Alpes-Maritimes. Christelle D'Intorni candidate dans la 5e circonscription des Alpes-Maritimes et lui refusent les invitations des médias locaux à débattre avec leurs opposants, qui s’en indignent, amenant BFM Nice à annuler ses émissions et France 3 à renoncer à un débat.
Le candidat de cette alliance dans la 4e circonscription de l'Essonne, Jérôme Carbriand est épinglé par L'Humanité pour avoir tenu des propos antisémites et homophobes dans un blog maintenant suprimé et celle de la 7e circonscription des Yvelines Babette de Rozières par Libération pour avoir « [repris] la rengaine antisémite des "Juifs esclavagistes" ».

#### Candidats adoubés par la Commission nationale d'investiture des Républicains
De son côté, la commission nationale d’investiture (CNI) Les Républicains n'investit que 400 candidats contre 457 en 2022.  a expliqué Philippe Dallier, maire LR des Pavillons-sous-Bois (Seine-Saint-Denis). La liste n'est dévoilée par la CNI qu'au soir du 16 juin, la clôture officielle des candidatures. En Haute-Garonne, sur les sept personnes proposées à la CNI, « deux candidats seulement ont décidé d’y aller », les autres ayant été inquiétées par les contestations en justice d'Éric Ciotti, selon la présidente de fédération Christine Gennaro-Saint.
Parmi les 400 candidats, 59 des 61 députés sortants, contre deux (Éric Ciotti et Christelle D'Intorni). LR n'a pas eu le temps de s'allier avec des candidats UDI dans des circonscriptions où il est moins implanté, comme en 2022.

## Qualifiés pour le second tour
Sur 61 candidats présentés par le parti Les Amis d'Éric Ciotti présents au 1er tour avec le soutien du RN, 50 se sont qualifiés pour le second et 25 peuvent espérer être élus, selon le journal conservateur L'Opinion. Plus prudente, une projection Ipsos publiée le 5 juillet 2024 leur accorde 18 à 24 députés sur cette cinquantaine de qualifiés, même si les sondeurs restent prudents en raison du grand nombre de circonscriptions tangentes.
Parmi eux, Guilhem Carayon, patron des jeunes LR a obtenu 43,51 % des voix dans la quatrième circonscription du Tarn, où le RN n'avait recueilli que 35 % aux Européennes  mais dont son père Bernard Carayon, a été élu de 1993 à 1997 et de 2002 à 2012, sous les couleurs du RPR puis de l’UMP. Éric Ciotti a de son côté obtenu 40% dans sa circonscription mais Philippe Torre, dans la 2e circonscription de l'Aisne est proche de 50 %.
Les 400 candidats LR resté fidèles au bureau politique du parti sont présents 51 duels de second tour en plus de 14 "autre droite" et dans 8 triangulaires comme aussi 6 "autres droite", ce courant d'idées étant ainsi présent dans 77 cas. Les LR sont présents 51 duels de second tour en plus de 14 "autre droite" et dans 8 triangulaires comme aussi 6 "autres droite", ce courant d'idées étant ainsi présent dans 77 cas. Cependant, ils ne sont en tête que dans vingt circonscriptions métropolitaines, bien que ce soit le cas dans toutes celles du Cantal et de la Haute-Loire.
Les médias couvrent en particulier l'investiture d'Astrid Panoysan-Bouvet (ex-Renaissance), dans le 17e arrondissement de Paris, où le maire LR Geoffroy Boulard affronte le journaliste Arnaud Dassier, fils de l'ex-dirigeant de TF1 Jean-Claude Dassier et cofondateur de l’agence Avisa Partners, après avoir en 2007 animé la campagne numérique de Nicolas Sarkozy.
Seuls deux députés des deux camps impliqués dans cette crise sont élus au 1er tour, Christelle D'Intorni côté alliance avec le RN et Philippe Juvin pour les LR dits "canal historique".

## Désistements, votes blanc et procédure d'exclusion de Xavier Bertrand
Les Républicains, qui n'avaient présenté que 400 candidats dont 56 qualifié au 2e tour ne donnent aucune consigne générale de vote pour le second, où ils sont présents dans 36 triangulaires dont 29 face au RN et seulement 3 face à la gauche mais multiplié les expressions au cas par cas. Le président Les Républicains du Sénat, Gérard Larcher, a annoncé son soutien à Aurore Bergé, figure du parti du président, arrivée en tête dans les Yvelines, face au candidat RN tandis que Marc-Philippe Daubresse, sénateur LR du Nord, a déclaré qu'il voterai blanc en "cas de duel entre un candidat LFI et un RN" mais  François-Xavier Bellamy, vice-président du parti, refuse de rejoindre un front républicain contre le RN, jugeant que le danger « c’est l’extrême gauche ».
Sur le plateau de l’émission de France 2 « Les 4 vérités », Éric Ciotti a annoncé son intention d'engager une « procédure d’expulsion » de LR de Xavier Bertrand.

## Analyses
Cette crise, considérée comme une trahison par les « ténors du parti » gaulliste mais présentée comme une « révolution politique » par Éric Ciotti, voit pour la première fois un bureau politique d'un grand parti exclure son président, lors d'un « vaudeville stupéfiant » selon la presse.
Selon Gilles Richard, professeur d'histoire contemporaine, les racines de cette crise sont l'élection d'Emmanuel Macron « sur une ligne libérale et européiste », ayant « fait voler en éclats l’équilibre de LR », une partie se rapprochant du FN en 2018. Selon lui, LR « aurait dû trancher » entre les deux lignes en son sein, car il deviendra « un satellite du RN, sans vraie autonomie » s'il suit Éric Ciotti, mais « s'il s'allie à la droite macroniste, il restera un parti satellite relativement marginal »[source insuffisante].
Aucun autre groupe politique n'étant susceptible de rejoindre le RN et ceux des Républicains alliés à lui comme Éric Ciotti, la France « se dirige tout droit vers une crise de régime », analyse la politologue Virginie Martin, professeure chercheuse à Kedge Business School. Pour sa part, Éric Ciotti a dénoncé une « basse manœuvre de la macronie visant à déstabiliser nos candidats et nos électeurs » la classification de ses 63 candidats en « Union de l'extrême droite » par le ministère de l'Intérieur, qui selon lui « constitue un scandale démocratique d'une gravité inédite ».
Cette crise est surnommée humoristiquement  par Politico Europe et « telenovela Los Republicanos » par 20 Minutes.